# Tênis nos Jogos Olímpicos de Verão de 2012 - Duplas masculinas

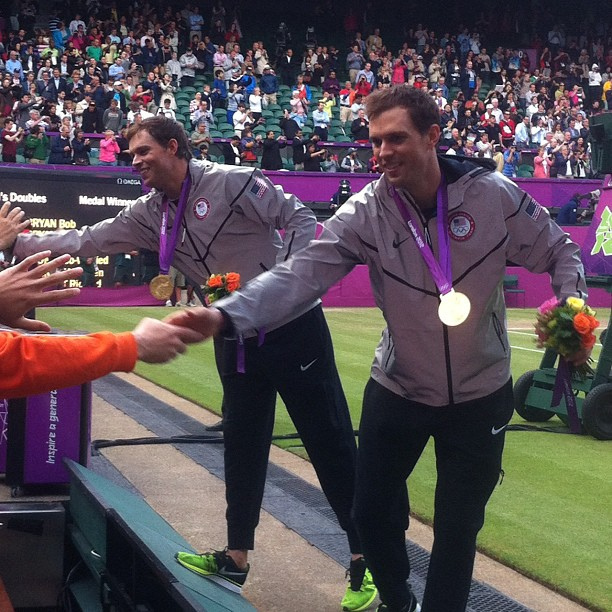
Irmãos gêmeos Bob e Mike Bryan conquistaram o título nas duplas masculinas.

As competições de duplas masculinas do tênis nos Jogos Olímpicos de Verão de 2012 foram disputadas entre os dias 28 de julho e 4 de agosto no All England Lawn Tennis and Croquet Club em Wimbledon, Londres.

## Medalhistas
| Ouro   | USA Bob Bryan e Mike Bryan              |
| Prata  | FRA Michaël Llodra e Jo-Wilfried Tsonga |
| Bronze | FRA Julien Benneteau e Richard Gasquet  |

## Calendário
| Julho   | Julho   | Julho                    | Julho            | Agosto           | Agosto           | Agosto     | Agosto                                |
| 28      | 29      | 30                       | 31               | 1                | 2                | 3          | 4                                     |
| 11:30   | 11:30   | 11:30                    | 11:30            | 11:30            | 11:30            | 12:00      | 12:00                                 |
| ------- | ------- | ------------------------ | ---------------- | ---------------- | ---------------- | ---------- | ------------------------------------- |
| 1ª fase | 1ª fase | 1ª fase Oitavas de final | Oitavas de final | Oitavas de final | Quartas de final | Semifinais | Disputa pelo bronze Disputa pelo ouro |

## Cabeças de chave
| 1. USA Bob Bryan / USA Mike Bryan (Vencedores, medalha de ouro) 2. FRA Michaël Llodra / FRA Jo-Wilfried Tsonga (Final, medalha de prata) 3. SRB Janko Tipsarević / SRB Nenad Zimonjić (Quartas de final) 4. POL Mariusz Fyrstenberg / POL Marcin Matkowski (Primeira fase) | 1. CZE Tomáš Berdych / CZE Radek Štěpánek (Oitavas de final) 2. SUI Roger Federer / SUI Stanislas Wawrinka (Oitavas de final) 3. IND Mahesh Bhupathi / IND Rohan Bopanna (Oitavas de final) 4. SRB Novak Djokovic / SRB Viktor Troicki (Primeira fase) |

## Resultados
Legenda
- IP = Convite da ITF

### Fase final
|  | Semifinais | Semifinais                                | Semifinais                                | Semifinais | Semifinais |                                      |   | Final                                    | Final                                | Final               | Final               | Final               |
|  |            |                                           |                                           |            |            |                                      |   |                                          |                                      |                     |                     |                     |
|  | 1          | USA Bob Bryan USA Mike Bryan              | 6                                         | 6          |            |                                      |   |                                          |                                      |                     |                     |                     |
|  |            | FRA Julien Benneteau FRA Richard Gasquet  | 4                                         | 4          |            |                                      |   |                                          |                                      |                     |                     |                     |
|  |            | FRA Julien Benneteau FRA Richard Gasquet  | 4                                         | 4          | 1          | USA Bob Bryan USA Mike Bryan         | 6 | 7                                        |                                      |                     |                     |                     |
|  |            |                                           |                                           |            |            | USA Bob Bryan USA Mike Bryan         | 6 | 7                                        |                                      |                     |                     |                     |
|  |            | 2                                         | FRA Michaël Llodra FRA Jo-Wilfried Tsonga | 4          | 62         |                                      |   |                                          |                                      |                     |                     |                     |
|  |            | 2                                         | FRA Michaël Llodra FRA Jo-Wilfried Tsonga | 4          | 62         | ESP David Ferrer ESP Feliciano López | 3 | 6                                        | 16                                   |                     |                     |                     |
|  |            |                                           |                                           |            |            | ESP David Ferrer ESP Feliciano López | 3 | 6                                        | 16                                   |                     |                     |                     |
|  | 2          | FRA Michaël Llodra FRA Jo-Wilfried Tsonga | 6                                         | 4          | 18         |                                      |   | Disputa pelo bronze                      | Disputa pelo bronze                  | Disputa pelo bronze | Disputa pelo bronze | Disputa pelo bronze |
|  |            |                                           |                                           |            |            |                                      |   | FRA Julien Benneteau FRA Richard Gasquet | 7                                    | 6                   |                     |                     |
|  |            |                                           |                                           |            |            |                                      |   |                                          | ESP David Ferrer ESP Feliciano López | 64                  | 2                   |                     |

### Seção 1
| Primeira fase | Primeira fase                   | Primeira fase | Primeira fase | Primeira fase |  |    | Oitavas de final              | Oitavas de final                | Oitavas de final | Oitavas de final | Oitavas de final |  |  | Quartas de final | Quartas de final                | Quartas de final | Quartas de final | Quartas de final |  |  | Semifinais | Semifinais                    | Semifinais | Semifinais | Semifinais |
|               |                                 |               |               |               |  |    |                               |                                 |                  |                  |                  |  |  |                  |                                 |                  |                  |                  |  |  |            |                               |            |            |            |
| 1             | USA B Bryan USA M Bryan         | 7             | 65            | 6             |  |    |                               |                                 |                  |                  |                  |  |  |                  |                                 |                  |                  |                  |  |  |            |                               |            |            |            |
| IP            | BRA T Bellucci BRA A Sá         | 65            | 7             | 3             |  |    | 1                             | USA B Bryan USA M Bryan         | 78               | 7                |                  |  |  |                  |                                 |                  |                  |                  |  |  |            |                               |            |            |            |
|               | GER C Kas GER P Petzschner      | 5             | 5             |               |  | IP | RUS N Davydenko RUS M Youzhny | 6                               | 61               |                  |                  |  |  |                  |                                 |                  |                  |                  |  |  |            |                               |            |            |            |
| IP            | RUS N Davydenko RUS M Youzhny   | 7             | 7             |               |  |    |                               |                                 |                  |                  |                  |  |  | 1                | USA B Bryan USA M Bryan         | 7                | 712              |                  |  |  |            |                               |            |            |            |
|               | ESP M Granollers ESP M López    | 65            | 63            |               |  |    |                               |                                 |                  |                  |                  |  |  | IP               | ISR J Erlich ISR A Ram          | 64               | 610              |                  |  |  |            |                               |            |            |            |
| IP            | ISR J Erlich ISR A Ram          | 7             | 7             |               |  |    | IP                            | ISR J Erlich ISR A Ram          | 1                | 7                | 6                |  |  |                  |                                 |                  |                  |                  |  |  |            |                               |            |            |            |
| IP            | JPN K Nishikori JPN G Soeda     | 7             | 4             | 4             |  | 6  | SUI R Federer SUI S Wawrinka  | 6                               | 65               | 3                |                  |  |  |                  |                                 |                  |                  |                  |  |  |            |                               |            |            |            |
| 6             | SUI R Federer SUI S Wawrinka    | 65            | 6             | 6             |  |    |                               |                                 |                  |                  |                  |  |  |                  |                                 |                  |                  |                  |  |  | 1          | USA B Bryan USA M Bryan       | 6          | 6          |            |
| 3             | SRB J Tipsarević SRB N Zimonjić | 6             | 6             |               |  |    |                               |                                 |                  |                  |                  |  |  |                  |                                 |                  |                  |                  |  |  |            | FRA J Benneteau FRA R Gasquet | 4          | 4          |            |
| IP            | SVK M Kližan SVK L Lacko        | 3             | 3             |               |  |    | 3                             | SRB J Tipsarević SRB N Zimonjić | 6                | 65               | 11               |  |  |                  |                                 |                  |                  |                  |  |  |            |                               |            |            |            |
|               | CAN D Nestor CAN V Pospisil     | 6             | 711           |               |  |    | CAN D Nestor CAN V Pospisil   | 4                               | 7                | 9                |                  |  |  |                  |                                 |                  |                  |                  |  |  |            |                               |            |            |            |
| IP            | ROU H Tecău ROU A Ungur         | 3             | 69            |               |  |    |                               |                                 |                  |                  |                  |  |  | 3                | SRB J Tipsarević SRB N Zimonjić | 4                | 63               |                  |  |  |            |                               |            |            |            |
|               | GBR C Fleming GBR R Hutchins    | 5             | 3             |               |  |    |                               |                                 |                  |                  |                  |  |  |                  | FRA J Benneteau FRA R Gasquet   | 6                | 7                |                  |  |  |            |                               |            |            |            |
|               | FRA J Benneteau FRA R Gasquet   | 7             | 6             |               |  |    |                               | FRA J Benneteau FRA R Gasquet   | 6                | 6                |                  |  |  |                  |                                 |                  |                  |                  |  |  |            |                               |            |            |            |
|               | BLR A Bury BLR M Mirnyi         | 64            | 7             | 6             |  | 7  | IND M Bhupathi IND R Bopanna  | 3                               | 4                |                  |                  |  |  |                  |                                 |                  |                  |                  |  |  |            |                               |            |            |            |
| 7             | IND M Bhupathi IND R Bopanna    | 7             | 64            | 8             |  |    |                               |                                 |                  |                  |                  |  |  |                  |                                 |                  |                  |                  |  |  |            |                               |            |            |            |

### Seção 2
| Primeira fase | Primeira fase                     | Primeira fase | Primeira fase | Primeira fase |  |   | Oitavas de final            | Oitavas de final                | Oitavas de final | Oitavas de final | Oitavas de final |  |  | Quartas de final | Quartas de final            | Quartas de final | Quartas de final | Quartas de final |  |  | Semifinais | Semifinais                  | Semifinais | Semifinais | Semifinais |
|               |                                   |               |               |               |  |   |                             |                                 |                  |                  |                  |  |  |                  |                             |                  |                  |                  |  |  |            |                             |            |            |            |
| 8             | SRB N Djokovic SRB V Troicki      | 68            | 3             |               |  |   |                             |                                 |                  |                  |                  |  |  |                  |                             |                  |                  |                  |  |  |            |                             |            |            |            |
|               | SWE J Brunström SWE R Lindstedt   | 710           | 6             |               |  |   |                             | SWE J Brunström SWE R Lindstedt | 3                | 2                |                  |  |  |                  |                             |                  |                  |                  |  |  |            |                             |            |            |            |
|               | CRO M Čilić CRO I Dodig           | 6             | 6             |               |  |   | CRO M Čilić CRO I Dodig     | 6                               | 6                |                  |                  |  |  |                  |                             |                  |                  |                  |  |  |            |                             |            |            |            |
| IP            | COL JS Cabal COL S Giraldo        | 3             | 4             |               |  |   |                             |                                 |                  |                  |                  |  |  |                  | CRO M Čilić CRO I Dodig     | 4                | 4                |                  |  |  |            |                             |            |            |            |
|               | AUT J Melzer AUT A Peya           | 5             | 78            | 7             |  |   |                             |                                 |                  |                  |                  |  |  |                  | ESP D Ferrer ESP F López    | 6                | 6                |                  |  |  |            |                             |            |            |            |
|               | GBR A Murray GBR J Murray         | 7             | 6             | 5             |  |   |                             | AUT J Melzer AUT A Peya         | 3                | 6                | 9                |  |  |                  |                             |                  |                  |                  |  |  |            |                             |            |            |            |
|               | ESP D Ferrer ESP F López          | 79            | 6             | 8             |  |   | ESP D Ferrer ESP F López    | 6                               | 3                | 11               |                  |  |  |                  |                             |                  |                  |                  |  |  |            |                             |            |            |            |
| 4             | POL M Fyrstenberg POL M Matkowski | 67            | 78            | 6             |  |   |                             |                                 |                  |                  |                  |  |  |                  |                             |                  |                  |                  |  |  |            | ESP D Ferrer ESP F López    | 3          | 6          | 16         |
| 5             | CZE T Berdych CZE R Štěpánek      | 4             | 7             | 6             |  |   |                             |                                 |                  |                  |                  |  |  |                  |                             |                  |                  |                  |  |  | 2          | FRA M Llodra FRA J-W Tsonga | 6          | 4          | 18         |
|               | ITA D Bracciali ITA A Seppi       | 6             | 65            | 4             |  |   | 5                           | CZE T Berdych CZE R Štěpánek    | 6                | 4                | 22               |  |  |                  |                             |                  |                  |                  |  |  |            |                             |            |            |            |
|               | USA J Isner USA A Roddick         | 2             | 4             |               |  |   | BRA M Melo BRA B Soares     | 1                               | 6                | 24               |                  |  |  |                  |                             |                  |                  |                  |  |  |            |                             |            |            |            |
|               | BRA M Melo BRA B Soares           | 6             | 6             |               |  |   |                             |                                 |                  |                  |                  |  |  |                  | BRA M Melo BRA B Soares     | 4                | 2                |                  |  |  |            |                             |            |            |            |
|               | NED R Haase NED J-J Rojer         | 61            | 6             | 2             |  |   |                             |                                 |                  |                  |                  |  |  | 2                | FRA M Llodra FRA J-W Tsonga | 6                | 6                |                  |  |  |            |                             |            |            |            |
|               | IND L Paes IND V Vardhan          | 7             | 4             | 6             |  |   |                             | IND L Paes IND V Vardhan        | 63               | 6                | 3                |  |  |                  |                             |                  |                  |                  |  |  |            |                             |            |            |            |
| IP            | ARG D Nalbandian ARG E Schwank    | 3             | 5             |               |  | 2 | FRA M Llodra FRA J-W Tsonga | 7                               | 4                | 6                |                  |  |  |                  |                             |                  |                  |                  |  |  |            |                             |            |            |            |
| 2             | FRA M Llodra FRA J-W Tsonga       | 6             | 7             |               |  |   |                             |                                 |                  |                  |                  |  |  |                  |                             |                  |                  |                  |  |  |            |                             |            |            |            |